# Dahlgrenia (protista)
Dahlgrenia es un género de foraminífero bentónico considerado homónimo posterior de Dahlgrenia Bondar, 1942, y sustituido por Dahlgreniella de la subfamilia Saccammininae, de la familia Saccamminidae, de la superfamilia Saccamminoidea, del suborden Saccamminina y del orden Astrorhizida. Su especie tipo era Dahlgrenia patagoniensis. Su rango cronoestratigráfico abarcaba el Holoceno.

## Discusión
Clasificaciones previas incluían Dahlgrenia en la superfamilia Astrorhizoidea, así como en el suborden Textulariina del orden Textulariida.

## Clasificación
Dahlgrenia incluye a las siguientes especies:
- Dahlgrenia patagoniensis
- Dahlgrenia titara